# 三条西公福
三条西公福（さんじょうにし きんふく、元禄10年（1697年）11月17日 - 延享2年（1745年）9月17日）は、江戸時代中期の公卿。初名は三条西公伊。

## 官歴
- 元禄15年（1702年）：侍従
- 宝永元年（1704年）：従五位上
- 宝永3年（1706年）：正五位下
- 宝永4年（1707年）：従四位下、右少将
- 宝永5年（1708年）：春宮権亮
- 宝永6年（1709年）：従四位上、右中将
- 正徳3年（1713年）：正四位下
- 享保3年（1718年）：参議
- 享保4年（1719年）：従三位、権中納言
- 享保6年（1721年）：踏歌外弁
- 享保9年（1724年）：正三位
- 享保12年（1727年）：権大納言
- 享保13年（1728年）：従二位
- 享保16年（1731年）：武家伝奏
- 元文元年（1736年）：正二位

## 系譜
- 父：三条西実教
- 弟：慈光寺具仲
- 弟：小倉公根
- 子：三条西実称
- 子：花園公純